# Liste der Kardinalskreierungen Urbans VI.
Papst Urban VI. kreierte folgende Kardinäle im Verlauf seines Pontifikates:

## 18. September 1378
- Tommaso da Frignano OFM
- Pietro Pileo di Prata
- Francesco Moricotti Prignani Butillo
- Luca Rodolfucci de Gentili
- Andrea Bontempi Martini
- Bonaventura Badoaro de Peraga OSA
- Niccolò Caracciolo Moschino OP
- Filippo Carafa della Serra
- Galeotto Tarlati de Petramala
- Giovanni d'Amelia
- Filippo Ruffini OP
- Poncello Orsini
- Bartolomeo Mezzavacca
- Renoul de Monteruc
- Gentile di Sangro
- Philippe d'Alençon de Valois
- Johann Očko von Wlašim
- Guglielmo Sanseverino
- Eleazario da Sabran
- Dömötör
- Agapito Colonna
- Ludovico di Capua
- Stefano Colonna
- Giovanni Fieschi

## 21. Dezember 1381
- Adam Easton OSB
- Ludovico Donato OFM
- Bartolomeo da Cogorno OFM
- Francesco Renzio
- Landolfo Maramaldo
- Pietro Tomacelli

## 1382 bis 1385
- Marino Giudice
- Tommaso Orsini
- Gugilemo di Capua

## 17. Dezember 1384
- Bálint Alsáni
- Angelo Acciaioli
- Francesco Carbone O.Cist.
- Marino Bulcani
- Rinaldo Brancaccio
- Francesco Castagnola
- Ludovico Fieschi
- Stefano Palosio
- Angelo d'Anna de Sommariva